# Kilómetro Siete
Kilómetro Siete är en ort i Mexiko.   Den ligger i kommunen Tihuatlán och delstaten Veracruz, i den sydöstra delen av landet, 210 km nordost om huvudstaden Mexico City. Kilómetro Siete ligger 79 meter över havet och antalet invånare är 317.
Terrängen runt Kilómetro Siete är platt norrut, men söderut är den kuperad. Runt Kilómetro Siete är det mycket tätbefolkat, med 2 431 invånare per kvadratkilometer. Närmaste större samhälle är Poza Rica de Hidalgo, 6,5 km sydost om Kilómetro Siete. Omgivningarna runt Kilómetro Siete är en mosaik av jordbruksmark och naturlig växtlighet.